# Мікрохимеризм

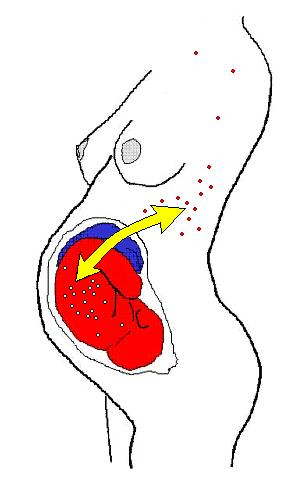
Під час вагітності, двосторонній рух імунних клітин може відбуватися через плаценту. Клітини, які обмінялися можуть ділитися і встановлювати довгострокові клітинні лінії, які імунологічно активні навіть через десятиліття після пологів.

Мікрохимеризм — наявність у багатоклітинних організмів (плацентарні ссавці) невеликої кількості клітин, які виникають і самостійно передаються в обхід статевого розмноження від іншого спорідненого багатоклітинного організму і, отже, генетично відмінні від клітин господаря-носія. Це явище може бути пов'язане з певними типами автоімунних захворювань, проте механізми, відповідальні за цей зв'язок, поки не ясні.

## Етимологія
Кількість чужих клітин в організмі людини, за підрахунками, становить приблизне співвідношення 1 на мільйон. Оскільки це співвідношення незначне, то явище отримало спеціальну назву — мікрохимеризм (від  μικρός  μικρός μικρός — «малий» і Χίμαιρα — Химера, міфічна істота з головою лева, тулубом кози і хвостом змії).

## Різновиди
Можливі кілька варіантів мікрохимеризму: фетальний (міграція клітин плоду в організм вагітної), материнський (міграція материнських клітин в організм плоду), трансплантаційний (як правило, в результаті гемотрансфузій), мікрохимеризм близнюків (обмін клітинами між близнюками), перехід з кровотоку вагітної в організм плоду клітин від попередніх вагітностей (міграція клітин старших братів і сестер до молодших через посередництво матері), обмін клітинами між подружжям.

## Спостереження мікрохімеризму

### Людина
У людини (і, можливо, у всіх плацентарних) найбільш поширеною формою є фетальний мікрохимеризм (також відомий як ембріональний химеризм), в якому клітини плоду проникають через плаценту і створюють клітинні клони в організмі матері. Було зареєстровано, що фетальні клітини зберігаються і розмножуються в організмі матері протягом декількох десятиліть. Точний фенотип цих клітин невідомий, проте було виявлено кілька різних типів клітин, наприклад, різні імунні лінії, мезенхімальні стовбурові клітини і плацентарно отримані клітини. Потенційні наслідки для здоров'я від присутності цих клітин в даний час до кінця не відомі.
Згідно з однією з гіпотез, передані вагітній клітини плоду можуть викликати подобу імунної реакції відторгнення трансплантата (англ. Graft-versus-host disease Graft-versus-host disease), що приводить до автоімунного захворювання. Це пояснює, чому автоімунні захворювання більш поширені серед жінок репродуктивного віку (до 40 років). Крім того, незалежні дослідження показали, що мікрохімерні клітини, які виходять із плоду, можуть бути задіяні в патогенезі системної склеродермії. Мікрохимерні клітини материнського походження можуть бути залучені в патогенез групи автоімунних захворювань у дітей, тобто ювенільні ідіопатичні запальні міопатії (один із прикладів — ювенільний дерматоміозит). Дослідження показали, що тканини міокарда хлопчиків, які померли від серцевого нападу, містять значну кількість жіночих клітин, що може бути підтвердженням того, що організм атакує не свої, а чужі клітини, що знаходяться в його тканинах.
Інша основна гіпотеза полягає в тому, що клітини плоду допомагають відновитися травмованим або хворим тканинам в тілі вагітної, де вони виступають в якості стовбурових клітин і беруть участь в регенерації. Так, американський нобелівський лауреат Філіп Генч спостерігав випадки тимчасового одужання вагітних жінок, які страждають на ревматоїдний артрит, який вважався невиліковним автоімунним захворюванням. Дослідження групи Джей Лі Нельсон показали, що це відбувається завдяки антигенам лейкоцитам, які перейшли від ембріона. Барух Ринкевич, старший дослідник Національного інституту океанографії в Тель-Авіві, припустив, що мікрохимеризм є важливим еволюційним механізмом, призначеним для формування у плода вродженого імунітету.
Також можливо, що деякі клітини плоду є всього лише «випадковими перехожими» і не мають ніякого впливу на здоров'я жінки.
Після народження дитини близько 50-75 % жінок є носійками клітинних ліній імунної системи, які перейшли від плоду. Материнські клітини імунної системи також знаходяться в її потомстві, хоча це явище зустрічається в два рази рідше.
Мікрохимеризм, не пов'язаний з ембріональним, також був зафіксований після переливання крові пацієнтам, імунітет яких був сильно ослаблений в результаті різних травм.

### Тварини
Мікрохимеризм відбувається в більшості пар близнюків у великої рогатої худоби. У великої рогатої худоби плаценти різнояйцевих близнюків зазвичай з'єднуються, що призводить до обміну клітин. Якщо пара близнюків чоловічого і жіночого роду, то чоловічі гормони від ембріона бичка надають ефект часткової маскулінізації ембріона телиці, створюючи фримартина. Фримартини народжуються самками, але є безплідними і тому не можуть бути використані для розмноження або отримання молока. Мікрохимеризм визначає метод діагностики, оскільки чоловічий генетичний матеріал може бути виявлений в зразку крові.

## Вебпосилання
- Алла Астахова Чужі // Підсумки (№ 12/719, 22.03.10)